# Abito da sposa cercasi
Abito da sposa cercasi (Say Yes to the Dress) è un reality show statunitense a puntate di genere documentario e di moda, in onda dal 2007 su TLC.
Lo show è centrato sull'attività del negozio Kleinfeld Bridal a Manhattan, New York, specializzato nella vendita di abiti da sposa. Lo show mostra il processo di scelta da parte delle future spose del loro abito da sposa ideale, mostrando anche i vari problemi relativi alla scelta. I vestiti hanno un prezzo che va dai 1.300 ai 40.000 dollari.
Lo show è stato trasmesso negli Stati Uniti a partire dal 12 ottobre 2007 sulla rete TLC, in Italia è andato in onda sulla rete Real Time a partire dal 2009.
Il 9 febbraio 2014 è andata in onda sempre su Real Time la prima puntata della decima stagione.

## Cast
I componenti del cast appaiono nel ruolo di se stessi.

### Cast attuale
- Mara Urshel: è una dei proprietari di Kleinfeld Bridal. Ha lavorato per 20 anni presso Saks Fifth Avenue come vice presidente e come general merchandise manager. Successivamente ha lavorato presso Casual Corner sempre come general manager. Infine il 9 luglio 1999 ha fondato con Ronald Rothstein e Wayne Rogers Kleinfeld Bridal[3]
- Ronald "Ronnie" Rothstein: è uno dei proprietari di Kleinfeld Bridal. Ha avuto una carriera scolastica molto proficua: si è diplomato presso la Wharton School of the University of Pennsylvania nel 1964 e ha preso una laurea in legge presso l'Università di Miami nel 1968. Nel 1976 ha avviato la sua prima società chiamata Oh Dawn, che ha poi venduto  American Stock Exchange (AMEX). Nel luglio 1999 ha fondato con Mara Urshel e Wayne Rogers Kleinfeld Bridal [4]
- Randy Fenoli: è il Fashion Director di Kleinfeld dal 2007. Nato a Mt. Vernon, nell'Illinois, Randy ha sempre amato la moda, interessandosi inoltre al make-up artistry, hair styling e all'intrattenimento. Si trasferisce a New York per frequentare il Fashion Institute of Technology. Prima di entrare nel team di Kleinfeld, ha lavorato presso la Vivian Dessy Diamond[5][6]
- Dorothy Silver: è la Director of Sales and Merchandising di Kleinfeld, dove ha trascorso quasi tutta la sua carriera nel mondo della moda. Precedentemente ha lavorato presso Bonwit Teller, grande magazzino di New York. Lavora a stretto contatto con Nicole Sacco e Joan Roberts[7]
- Nicole Sacco:  è la Director of Fittings and Sales di Kleinfeld, dove lavora da tredici anni. Ha iniziato la sua carriera all'interno del negozio aiutando le assistenti nella vendita degli abiti, acquisendo con passare del tempo maggiori incarichi. Lavora a stretto contatto con Dorothy Silver e Joan Roberts[8]
- Nitsa Glezelis: è la Director of Alterations di Kleinfel. Nata a Kos, in Grecia, si è trasferita successivamente negli Stati Uniti. Lavora nel mondo della moda da quando aveva 12 anni, e lavora presso Kleinfel da 18 anni. Lavora a stretto contatto con Vera Skenderis[9]
- Joan Roberts:  è la Director of Sales/Bridal Manager di Kleinfeld. Lavora in questo settore da oltre trent'anni. Lavora a stretto contatto con Dorothy Silver e Nicole Sacco[10]
- Camille Coffey
- Vera Skenderis
- Debbie Asprea
- Pnina Tornai

### Cast del passato
- Keasha Rigsby
- Sarah Velasquez-Moscari: ha lavorato per Kleinfeld per tre anni. Precedentemente ha avuto esperienze presso Macy's e Nautica[11]

## Episodi
| Stagione | Episodi | Trasmissione originale | Trasmissione italiana |
| -------- | ------- | ---------------------- | --------------------- |
| 1        | 6       | 2007                   | 2009                  |
| 2        | 24      | 2008                   | 2009                  |
| 3        | 18      | 2009                   | 2010                  |
| 4        | 19      | 2009                   | 2010                  |
| 5        | 24      | 2010                   | 2011                  |
| 6        | 18      | 2011                   | 2011/2012             |
| 7        | 18      | 2011                   | 2012                  |
| 8        | 18      | 2012                   | 2012/2013             |
| 9        | 19      | 2012/2013              | 2013                  |
| 10       | 18      | 2013                   | 2014                  |

## Spin Off
Visto il grande successo che lo show ha avuto, sono stati prodotti vari spin off legati al mondo dei matrimoni e aventi come protagonisti altri negozi specializzati in abiti da sposa in varie parti degli Stati Uniti. Alcuni dei quali sono ancora inediti in Italia:
- Abito da damigella cercasi
- Abito da sposa: Beverly Hills
- Abito da sposa cercasi Atlanta
- Abito da sposa cercasi: outlet
- Abito da sposa cercasi: XXL
- Randy: SOS Matrimonio

### Inediti
Sono ancora inediti in Italia i seguenti spin off:
- Say Yes to the Dress: Monte's Take